# バックグラウンドプロセス
バックグラウンドプロセス（英:Background process）は、システムの背後で動作するプロセスである。バックグラウンドプロセスを実行するシェルは、フォアグラウンドプロセスの時のような終了の待ち合わせを行わない。シェルは一つのプロセスをバックグラウンドで実行した直後に、別のプロセスを実行することが出来る。システム上で動作している典型的なバックグラウンドプロセスは、イベントモニタやシステムロガーである。システム上で実行できるバックグラウンドプロセスの数は、メモリ容量によって制限される。

## 特徴
- ユーザインタフェースを持たない。
- 典型的には、デーモンやサービスである。
- フォアグラウンドプロセスよりも低い優先度で動作する。

## UNIXシステム
UNIX系のシステムでは、コマンドに続いてアンパサンドを入力することにより、プロセスをバックグラウンドで実行することが出来る。
$ command &